# Highlands-Baywood Park
Highlands-Baywood Park – jednostka osadnicza w Stanach Zjednoczonych, w stanie Kalifornia, w hrabstwie San Mateo.